# 臺灣鐵甲蟲
臺灣鐵甲蟲（学名：Dactylispa taiwana）为金花蟲科窄頸鐵甲蟲屬下的一个种。